# Panayappan Sethuraman
Panayappan Sethuraman (25 de febrer de 1993) és un jugador d'escacs indi que té el títol de Gran Mestre des del 2011.
A la llista d'Elo de la FIDE de l'agost de 2020, hi tenia un Elo de 2644 punts, cosa que en feia el jugador número 6 (en actiu) de l'Índia, i el número 111 del rànquing mundial. El seu màxim Elo va ser de 2658 punts, a la llista de setembre de 2015.

## Resultats destacats en competició
Formà part de l'equip indi que va guanyar la medalla d'or en les Olimpíades d'escacs Sub-16 a Turquia el 2008. El 2008 fou subcampió en el Campionat del món de la joventut al Vietnam darrere de Baskaran Adhiban, i el 2009 guanyà el Campionat del món Sub-16.
Va aconseguir les tres normes de Grand Mestre amb el segon lloc amb 8 punts de 10 a l'Obert Parsvnath el 2009, el tercer lloc i 6½ punts de 9 a l'Obert internacional de París el 2010 i guanyant la Copa Voivoda a Polònia amb 7 punts de 9.
El 2014 fou campió de l'Índia, que li valgué la classificació per a la Copa del Món de 2015 a Bakú (Azerbaijan), on fou eliminat a la tercera ronda per Xakhriar Mamediàrov després d'haver eliminat Sanan Siuguírov i Pentala Harikrishna, primera i segona ronda respectivament.
El juny de 2016 fou campió de l'Àsia amb 7 punts de 9, mig punt per davant de vuit Grans Mestres. Aquest triomf significà obtenir una plaça per la Copa del món de 2017.

### Participació en olimpíades d'escacs
Sethuraman ha participat, representant l'Índia, a l'Olimpíada d'escacs de 2014, amb un resultat de (+5 =5 –0), per un 75,5% de la puntuació i amb una performance de 2757, que li significà aconseguir la medalla de bronze individual del segon tauler.